# Birju Maharaj
Brijmohan Mishra (Hindi: बृजमोहन मिश्र), popularmente conocido como Pandit Birju Maharaj (Hindi: पंडित बिरजू महाराज) (Lucknow, Uttar Pradesh, 4 de febrero de 1938-Delhi, 16 de enero de 2022) fue un coreógrafo y bailarín indio, principal exponente de la gharana Lucknow de danza Kathak en India. 

## Biografía
Era descendiente de una familia de distinguidos bailarines de Kathak, que incluía a sus tíos Shambhu Maharaj y Lachhu Maharaj, así como a su padre y gurú, Acchan Maharaj. Además de bailarín y coreógrafo, también era un importante exponente de música clásica indostaní y destacado vocalista.